# Berneville Communal Cemetery
Berneville Communal Cemetery is een begraafplaats gelegen in de Franse plaats Berneville (Pas-de-Calais). De militaire graven worden onderhouden door de Commonwealth War Graves Commission.
De begraafplaats telt 6 geïdentificeerde Gemenebest graven, waarvan 3 uit de Eerste Wereldoorlog en 3 uit de Tweede Wereldoorlog.